# BABA B1A4 2
BABA B1A4 2는 2011년부터 방영된 BABA B1A4에 이은 B1A4의 두 번째 단편 리얼리티이다. 시즌 1이 곰TV에서 공개되었으나, 본 시즌은 멜론 공식 채널에서 공개된다. 2015년 6월 30일 Ep. 1을 공개한 후 현재까지 차례차례 공개하고 있다. 공개 채널

## 출연
- 진영
- 신우
- 산들
- 바로
- 공찬

## 에피소드 목록
| 에피소드                   | 공개일   | 출연 멤버  | 비고                                                                                            |
| -------------------------- | -------- | ---------- | ----------------------------------------------------------------------------------------------- |
| Ep.01 Ah!                  | 6월 30일 | 전원       | - 처음으로 공개된 에피소드. - 사옥에서 조명을 가지고 노는 멤버들의 모습.                        |
| Ep.02 How to take a Selfie | 7월 1일  | 공찬       | - 공찬 단독 출연 에피소드. - 공찬이 셀카 찍는 기술을 전수                                       |
| Ep.03 What's Happening?    | 7월 22일 | 전원       | - 7월 19일 충북도민 체육대회의 축하공연에 참여한 날의 모습을 노래 이게 무슨 일이야에 맞춰 편집. |
| Ep.04 Q&A Sandeul          | 7월 29일 | 전원       | - 4가지쇼 산들 편을 촬영한 날 사옥에서 멤버들끼리 산들에 대해 웃고 떠드는 모습을 담음           |
| Ep.05 Preview              | 8월 5일  | 진영, 신우 | - 미공개 영상회 프리뷰                                                                          |
| Ep.06 MV Behind Clip       | 8월 12일 | 전원       | - 〈Sweet Girl〉 뮤직비디오 비하인드 영상 모음집                                                |